# Hygrotus berneri
Hygrotus berneri är en skalbaggsart som beskrevs av Young och Wolfe 1984. Hygrotus berneri ingår i släktet Hygrotus och familjen dykare. Inga underarter finns listade i Catalogue of Life.